# 永正地震
永正地震（えいしょうじしん）は、室町時代後期（戦国時代初期）の永正年間に発生した地震・津波。
永正年間には主な被害地震津波として以下の記録が現存するが、戦乱の時代であったため詳細な記録に乏しく、何れも不明な部分が多い。
| 名称                 | ユリウス暦換算 | グレゴリオ暦換算 | 被害地域             |
| -------------------- | -------------- | ---------------- | -------------------- |
| 永正7年8月8日の地震  | 1510年9月11日  | 1510年9月21日    | 摂津・河内附近の地震 |
| 永正7年8月27日の津波 | 1510年9月30日  | 1510年10月10日   | 遠江の津波           |
| 永正9年8月4日の津波  | 1512年9月3日   | 1512年9月13日    | 阿波の津波           |
| 永正17年3月7日の地震 | 1520年3月25日  | 1520年4月4日     | 京都・紀伊の地震     |

何れの地震も津波の記録が存在しているが疑わしく、暴風雨による高潮との見方も有る。これらの内、永正7年の遠江、および永正9年の阿波の津波記録には地震記事が見出されず、永正の大津波（えいしょうのおおつなみ）とも呼ばれる。

## 永正7年8月8日の地震
永正7年8月8日寅刻（ユリウス暦1510年9月11日4時頃、グレゴリオ暦9月21日）に大地震が発生し、京都では声響と共に強い地震を感じ（『実隆公記』）、摂津では四天王寺の石鳥居、金堂本尊が大破、河内では常光寺、剛琳寺、藤井寺が潰れた。天王寺や藤井寺附近の震度は6程度と推定されている。
『写本大般若経奧書文節略』
『暦仁以来年代記』には津波を示唆する記録が見られるが、『暦仁以来年代記抄節』では「波荒」が「波花」となっており、高潮は地震によるものとは限らないとされる。
大森房吉(1913)は、本地震は奈良附近から大阪を経て四国の東北端に延長される一帯に発生した地震で、1361年正平地震や1854年伊賀上野地震と同系列に属するものと考えた。本地震を生駒断層帯に属す誉田断層の活動とする見解もある他、これを否定する意見、或は上町断層の活動とする説がある。
河角廣(1951)は斑鳩付近(北緯34.6°、東経135.7°)に震央を仮定し規模MK = 3.6 を与え、マグニチュードは M = 6.7に換算されている。宇佐美龍夫(2003)は(北緯34.6°、東経135.6°)に震央を仮定し M 6.5-7.0としている。

## 永正7年8月27日の津波
淡水湖であった浜名湖が津波・地盤沈下によって海に通じたのは『東栄鑑』等の記録から明応地震の時であるとされる一方で、『重編応仁記』には、永正7年8月27日（ユリウス暦1510年9月30日、グレゴリオ暦10月10日）から翌日に掛けての津波によって浜名湖が海に通じて今切を生じたと記録されている。しかし、この記事は浜名湖の今切の由来に関するものしか見出せず、地震が原因でないともされる。

## 永正9年8月4日の津波
阿波宍喰の旧家に伝わる1854年安政南海地震後に編纂された文書『永正九年八月四日・慶長九年十二月十六日・宝永四年十月四日・嘉永七寅年十一月五日四ヶ度之震潮記』（以下『震潮記』）には、永正9年8月に宍喰浦（現・徳島県海陽町）に大津波が襲い多数の死者を出したとある。いっぽう、『震潮記』の記事の元になったと思われる「円頓寺開山住持宥慶之旧記」中の「当浦成来旧記書之写」の記述について不自然な点がいくつか指摘され、永正9年の津波の存在自体に疑問を呈する研究もある。
津波記事の内容は以下のようなものである。
大津波により宍喰浦は全て流失し、城山へ逃げ上った者は数十名であった。南橋より向こうの町分は家が残らず流失したが山が近かったため、死者は少なかったのに対し、橋より北分では町屋の破損は少なかったにもかかわらず死者が多く出た。合計の死者は2200人余、助かった者は1500人余であった（両所の人口の合計は3700人）。
津波襲来時、城山（愛宕山）の大手門が閉じられていたため、城内へ入ることに難儀し死者が多く出たという（『震潮記』）。
城主藤原朝臣孫六郎の屋敷、全ての寺社、町屋は町並みにして復興されることとなった。海辺にあった大松原の松は切り払われ家道具の材料とされた。城内は少々の破損であったが、復興のために取り立てられた家数は、下屋敷御家中町は130軒、浦郷町屋1700軒（内百姓650軒、町屋1050軒）、浦郷町屋・寺社とも併せて総家数は1805軒であった（『震潮記』）。
この津波記事には地震動の記事が見当たらず、日本国内はもとよりチリなどからの遠地津波の元となる記録も見当たらず「幻の津波」と呼ばれる。台風の時期に当たるため暴風による高潮との説もあるが、被害の残る地域が宍喰のみであり、1934年にこの地方を襲った室戸台風でさえ3m程度の高潮であった事から疑問が残る。
文書のタイトルの日付8月4日（ユリウス暦1512年9月3日、グレゴリオ暦9月13日）の根拠は不明であるが、この年の6月9日亥刻（ユリウス暦1512年7月21日22時頃、グレゴリオ暦7月31日）に京都において長い震動の記録があり、余震の様子から京都から離れた巨大地震の可能性を示唆し、日付の誤記の可能性も含めて関連の可能性も考えられている。

## 永正17年3月7日の地震
永正17年3月7日（ユリウス暦1520年3月25日、グレゴリオ暦4月4日）、大地震が発生し、熊野で浜ノ宮寺、本宮坊舎、新宮阿闕井が潰れた。熊野浦々で民家が流失したと記され、津波の可能性もあるが暴風雨による可能性も否定できず詳細は不明。熊野附近の震度は6程度と推定されている。
『熊野年代記古写』
『二水記』には「入夜風緊吹、禁中築地所々及破損了、」とあり、京都でも御所の築地に破損があったとされる。
翌年の永正18年8月23日（ユリウス暦1521年9月23日）には、兵革・天変等により大永に改元された。
河角廣(1951)は熊野灘(北緯33.6°、東経136.3°)に震央を仮定し規模MK = 4.3 を与え、マグニチュードは M = 7.0に換算されている。宇佐美龍夫(2003)は紀伊半島沖(北緯33.0°、東経136.0°)に震央を仮定し M 7.0-7 3/4としている。
本地震は熊野灘附近を震源とする M 7クラスの地震の可能性があるが、フィリピン海プレートのスラブ内地震の可能性があるとされる。南海トラフ巨大地震の震源域附近で発生したと推定されるが、地震調査研究推進本部による2001年時点の長期評価では、南海トラフの地震の系列には属さないと評価されている。